# Jagdausstellung
Jagdausstellungen sind jagdbezogene Ausstellungen, die der Öffentlichkeitsarbeit über das gesamte Jagdwesen dienen und als Fachmessen eine Marktübersicht über das Jagdzubehör geben.
Neben den lokalen und regionalen Trophäen- oder Geweihschauen, die von den Jagdorganisationen teilweise als behördlich angeordnete Pflichtschauen durchgeführt werden, gibt es auch Internationale Jagdausstellungen seit Mitte des 19. Jahrhunderts.
In der Öffentlichkeitsarbeit stehen die Informationen zu Entwicklungen des Jagdwesens nach innen und zunehmend nach außen über alle Themen der Jagd, der Jagdkultur, des jagdlichen Brauchtums, der Zusammenarbeit mit Landwirtschaft und Natur- und Tierschutz im Zentrum.

## Historie
Jagdausstellungen kamen mit dem entstehenden, reichen Bürgertum auf. Gegenüber dem Adel wollte es seine Stellung aufwerten durch das Zeigen von Trophäen, die bislang nur der Adel erbeuten konnte. Erste Schaustellungen von Siegeszeichen dieser Waidmänner soll es ab 1850 gegeben haben. Wichtig für die Entwicklung von Ausstellungen war die Bewertung der Trophäen unter vergleichbaren Bedingungen. Dazu wurden Bewertungsformeln entwickelt, um eine objektive Bewertung zu ermöglichen. 1890 in Graz wurden die ersten Geweihe prämiert. Graf Meran erarbeitete 1894 eine Formel für Schönheitspunkte. Die englische Firma Rowland Ward entwickelte eine Formel, um den Handelswert von Geweihen zu erfassen. In Wien 1910 wurde erstmals die Nadler-Formel angewendet. Gesetzlich verankert wurden Ausstellungen als Trophäenschauen in Deutschland mit dem Reichsjagdgesetz. Ab 1937 wurde die Prager Formel angewendet. Seit 1971 wird die Formel des CIC verwendet.

## Internationale Jagdausstellungen
- Budapest 1880
- Graz 1880, 1882
- Kleve 1881 (Deutschland)
- Hartberg 1886
- Leoben 1887
- Graz 1890
- Wien 1910 (Österreich)
- Leipzig 1930
- Berlin 1937 (Deutschland)[3]
- Graz 1949
- Hannover 1951
- Düsseldorf 1954 (Deutschland)
- Novi Sad 1967 (Jugoslawien)
- Budapest 1971 (Ungarn)
- Kindberg 1977 (Österreich)
- Plovdiv 1981 (Bulgarien)
- Nürnberg 1986

Obwohl die erste Jagdausstellung schon in Kleve stattgefunden hatte, wird die Ausstellung in Wien die erste genannt.

## Jagdausstellungen in Deutschland
- Berlin 1895
- Berlin 1932
- Köln 1933
- München 1963
- Köln 1965